# Mariä Himmelfahrt (Schwindkirchen)

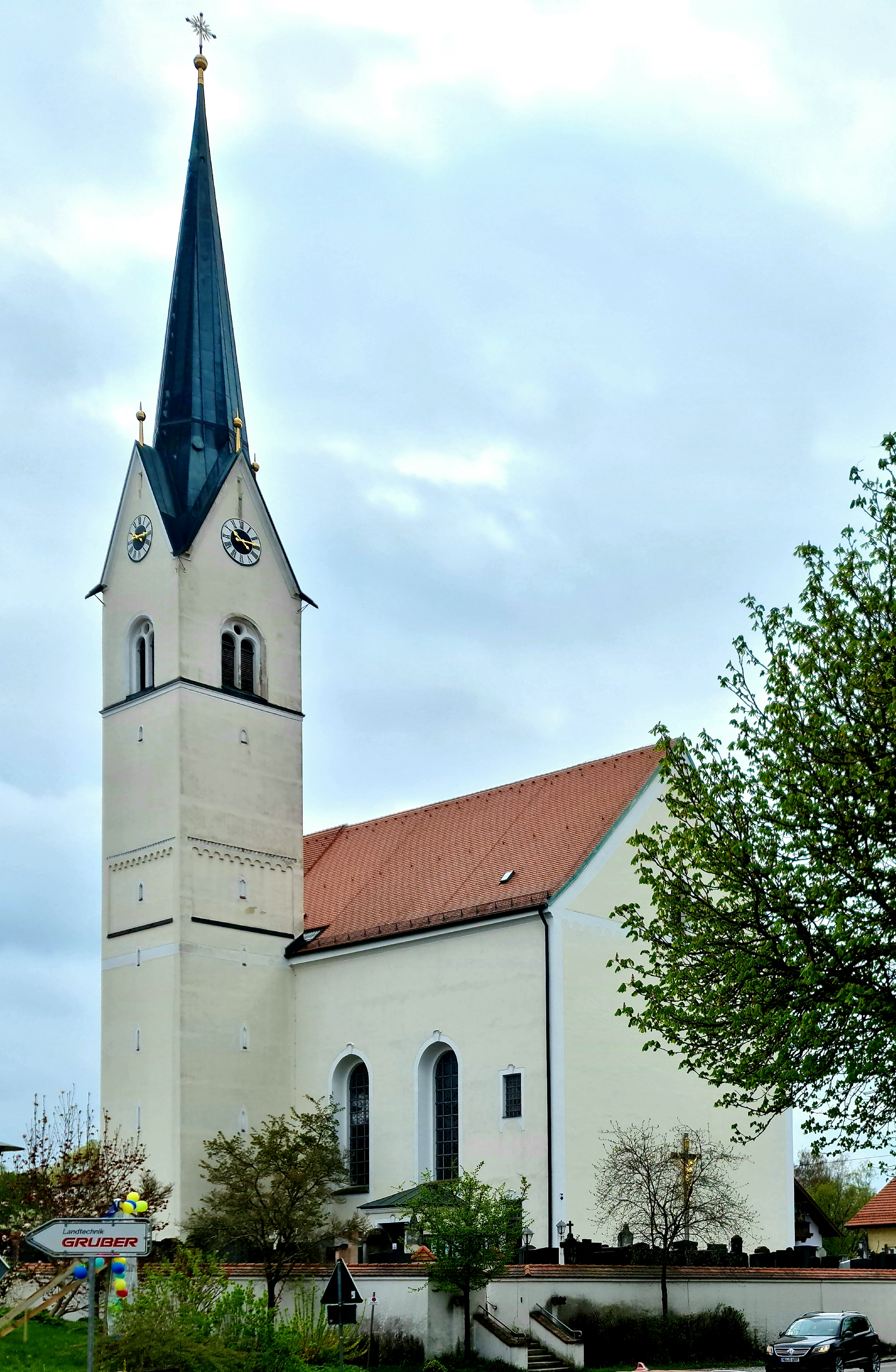
Mariä Himmelfahrt (2022)

Die römisch-katholische Kirche Mariä Himmelfahrt steht in Schwindkirchen, einem Gemeindeteil der Stadt Dorfen. Sie ist ein geschütztes Baudenkmal und Hauptkirche der Pfarrei Schwindkirchen.

## Geschichte

Blick zum Chor

Das Chorgewölbe mit den Fresken Christian Winks

Schwindkirchen bestand schon unter Arbeo von Freising als Kirchort und wurde im achten Jahrhundert urkundlich erwähnt. Seit dem frühen Hochmittelalter ist Schwindkirchen Pfarrort, genaue Urkunden dazu fehlen jedoch. Im Jahr 1266 inkorporierte Bischof Konrad II. die Pfarrei seinem Domkapitel zu Freising, von da an war sie bis zur Säkularisation eine sogenannte Tafelpfarrei des Domkapitels, die bis dahin den Vikar repräsentierte. Auf einem Pfarrergrabstein von 1713 ist die damalige Kirche dargestellt. Der Vorgänger des heutigen Baus hatte fünf Altäre, an jeder Seite der Kirche eine Kapelle und verfügte über vier Glocken. In den Jahren 1762 und 1763 begann der Umbau der gotischen Kirche; dazu wurden die Gewölbe oberhalb der Seiteneingänge aufgebrochen und die ganze Kirche wurde überdacht. Auf Basis eines Gutachtens des kurbayerischen Hofbaumeisters Leonhard Matthäus Gießl wurde entschieden, die Kirche abzureißen, und am 17. Dezember 1781 ein Neubau genehmigt. Gießl erhielt auch den Auftrag zur Bauplanung und -durchführung, was sein letztes Werk wurde.
Der heutige Baukörper wurde 1782/83 im Übergangsstil vom Spätrokoko zum Frühklassizismus errichtet. Von dem gotischen Vorgängerbau blieb lediglich der Turm erhalten.
Die Stuckarbeiten fertigte der Hofstuckateur Franz Xaver Feuchtmayer der Jüngere. Die Deckengemälde, bezeichnet 1784, stammen vom Hofmaler Christian Wink. Die Schreinerarbeiten wurden 1785 bis 1792 überwiegend von Anton Fackler aus Dorfen ausgeführt. Die Bildhauerarbeiten sind ein Spätwerk von Christian Jorhan dem Älteren aus Landshut. Die Kirche wurde im Jahr 1790 geweiht und bis 1797 ausgestaltet.
Renovierungen an der Pfarrkirche fanden 1876 bis 1878 (mit Anschaffung zweier weiterer Jorhan-Figuren), in den Jahren 1908 und 1936 sowie 1996 bis 2003 statt.

## Baubeschreibung

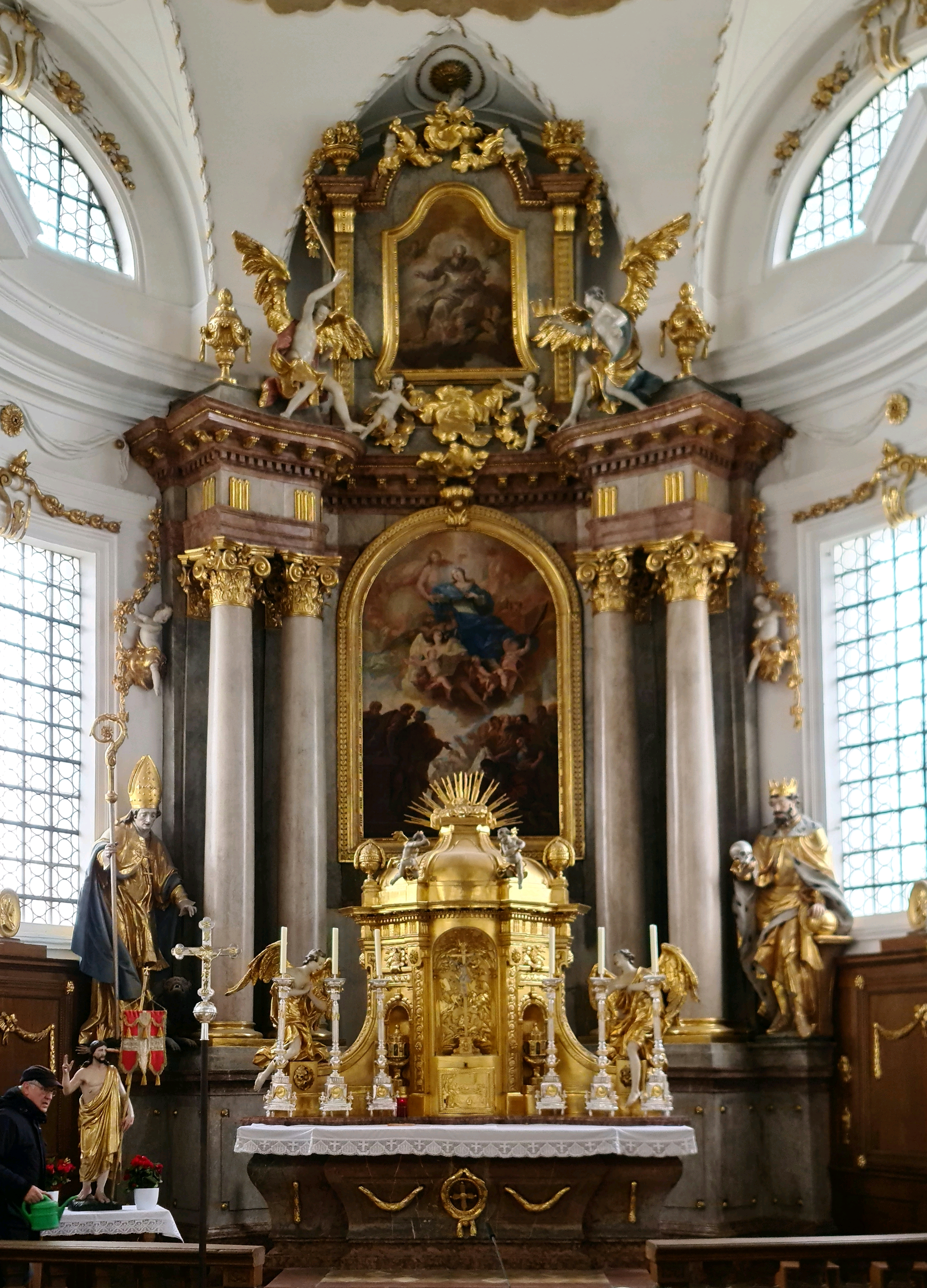
Hochaltar

Die Kirche ist ein frühklassizistischer Saalbau. Das Langhaus verfügt über drei Joche mit Abschrägungen zum Chor und ist mit einem Spiegelgewölbe mit Stichkappen ausgestattet. Die Wände sind durch ionisierende Doppelpilaster unter einem hohen Architrav gegliedert. Der eingezogene Chor ist zweijochig mit einem halbrunden Abschluss.
Der Turm auf gotischem Unterbau an der Nordostecke des Langhauses trägt einen neugotischen Spitzhelm.

## Ausstattung

Seitliche Langhausfresken am Gewölbe (links)

Die Fresken von Christian Wink, stilistisch im ausklingenden Rokoko angesiedelt, haben die Geheimnisse des freudenreichen und glorreichen Rosenkranzes zum Thema. Sie stellen im Chor die Verkündigung an Maria mit lobpreisenden Engeln dar. In den Zwickeln des Chorraums finden sich Darstellungen der vier Evangelisten. Im Langhaus sind an der Nordseite die Auferstehung Christi, Mariä Heimsuchung, die Geburt Christi (eine Figur ist ein Selbstbildnis des Malers) und beim Chor Christi Himmelfahrt dar. An der Südseite finden sich Darstellungen der Aussendung des Heiligen Geistes, eine Darstellung des Herrn, Jesus im Tempel und Mariä Himmelfahrt. Zentral ist die Krönung Mariens mit Heiligen dargestellt. Die Stuckierung von F. X. Feuchtmayer d. J. in frühen Empireformen ist entsprechend des sich ändernden Zeitgeistes zurückhaltend ausgeführt.
Der Kreuzweg wurde 1794 von dem Hofmaler Franz Ignaz Oefele gefertigt. Die Rahmen, in denen die Ölgemälde präsentiert werden, stammen noch aus der Vorgängerkirche.
Der Hochaltar wurde von Anton Fackler (Dorfen), dem Sohn von Matthias Fackler, geschaffen; die Bildhauerarbeiten am Altar stammen von Christian Jorhan dem Älteren. Das Hochaltarbild von Johann Degler aus dem Jahr 1720, das aus der alten Kirche übernommen wurde, zeigt die Himmelfahrt Mariens. Die Figuren daneben stellen die Heiligen Korbinian und Sigismund dar. Die Reliefe auf den Türen zeigen oben die Verklärung Christi auf dem Berg Tabor und unten das letzte Abendmahl. Das auf dem Aufsatz liegende Lamm und die beiden Putten stammen ebenfalls von Jorhan.
Die Ölbilder der Seitenaltäre aus dem Jahr 1794 sind wie die des Kreuzwegs Werke von Franz Ignaz Oefele. Am nördlichen Altar sind Joachim und Anna mit Maria dargestellt, mit Figuren der Heiligen Sebastian und Florian. Der südliche Seitenaltar zeigt ein Allerseelenbild zwischen Figuren der Heiligen Johannes und Maria Magdalena.
Volksaltar, Ambo, Priester- und der Ministrantensitz schuf 2003/04 der Münchner Bildhauer Nikolaus Gerhart.
Die Kanzel aus dem Jahr 1795 wurde von dem Landshuter Schreiner Johann Nepomuk Stecher angefertigt, wobei die figürlichen Arbeiten von Jorhan sind. Diese Skulpturen stellen an den Ecken des Kanzelkorbs die Kirchenväter Ambrosius, Hieronymus, Gregor und Augustinus dar. Die Medaillons in den konkaven Feldern zeigen Brustbilder der Evangelisten. Die Engel auf dem Schalldeckel sind mit Stab und Schlange als Symbole für das Alte Testament und mit Papststab und Tiara als Symbole für das Lehramt dargestellt. Ein Engel deutet auf Gebotstafeln und zeigt je nach Perspektive auf ein anderes Gebot. Der flügellose Engel auf der Kuppel stellt den Verkünder der Frohen Botschaft dar.

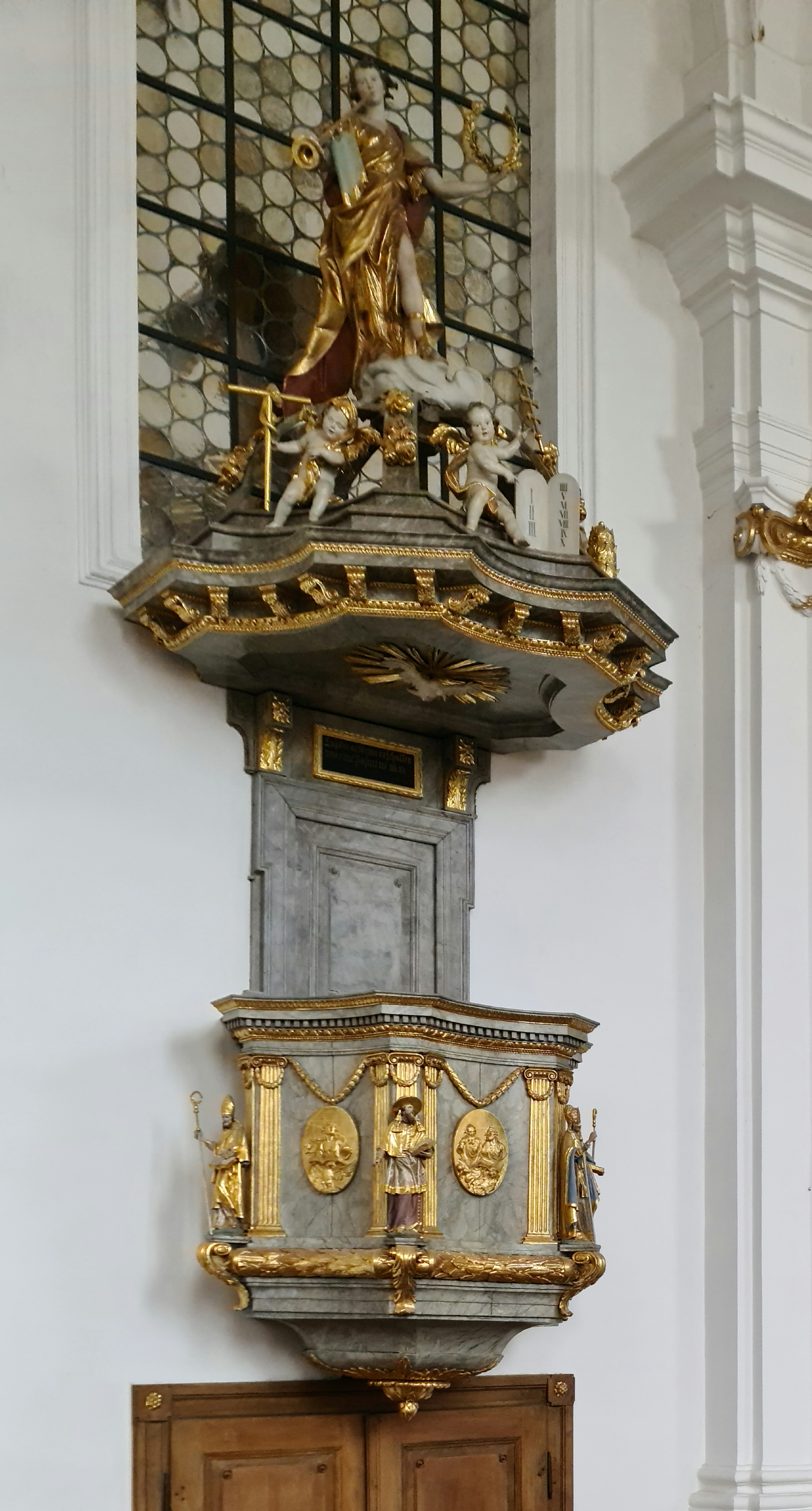
Kanzel
Linker Seitenaltar
Langhaushauptfresko
Rechter Seitenaltar
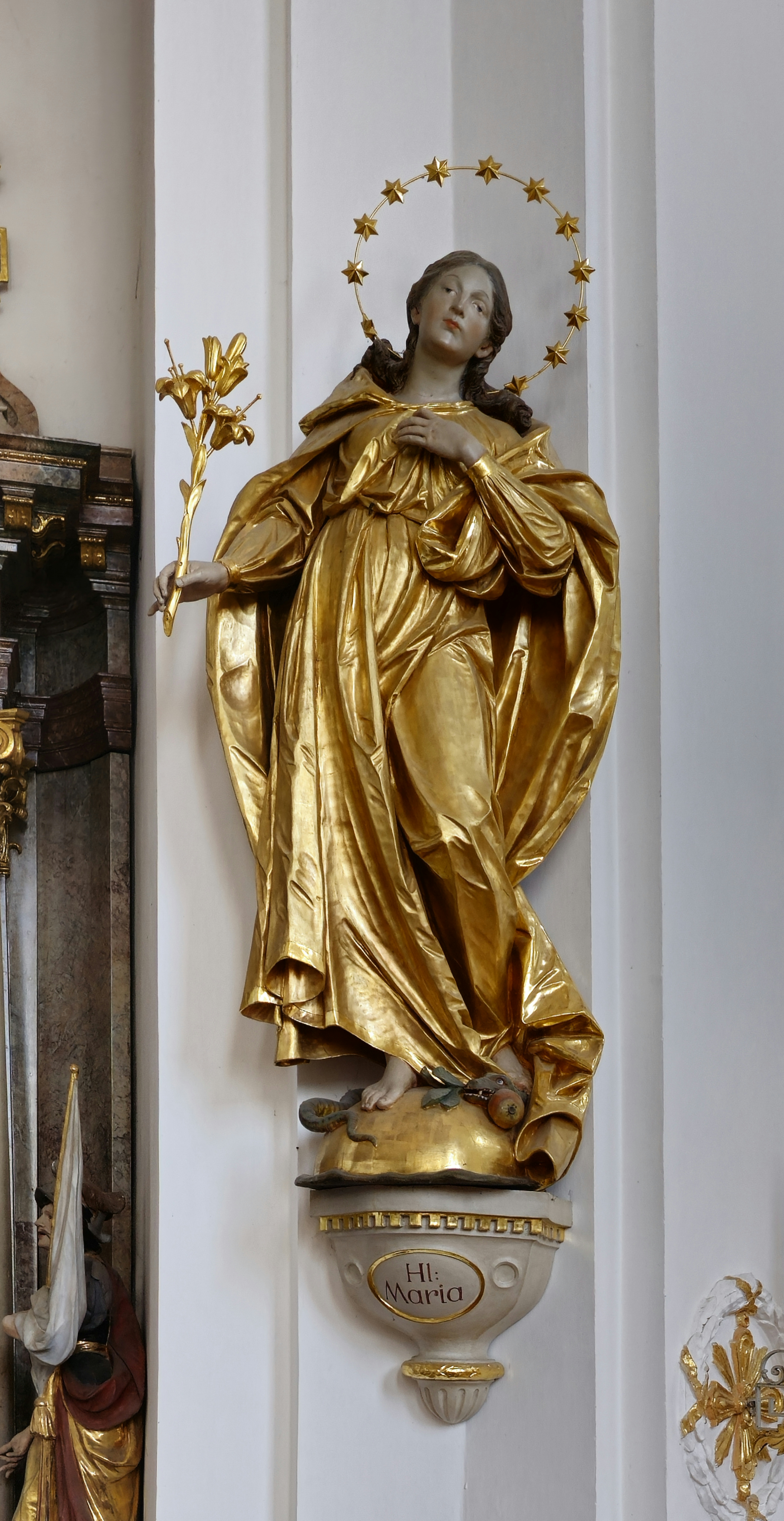
Maria Immaculata

## Orgel

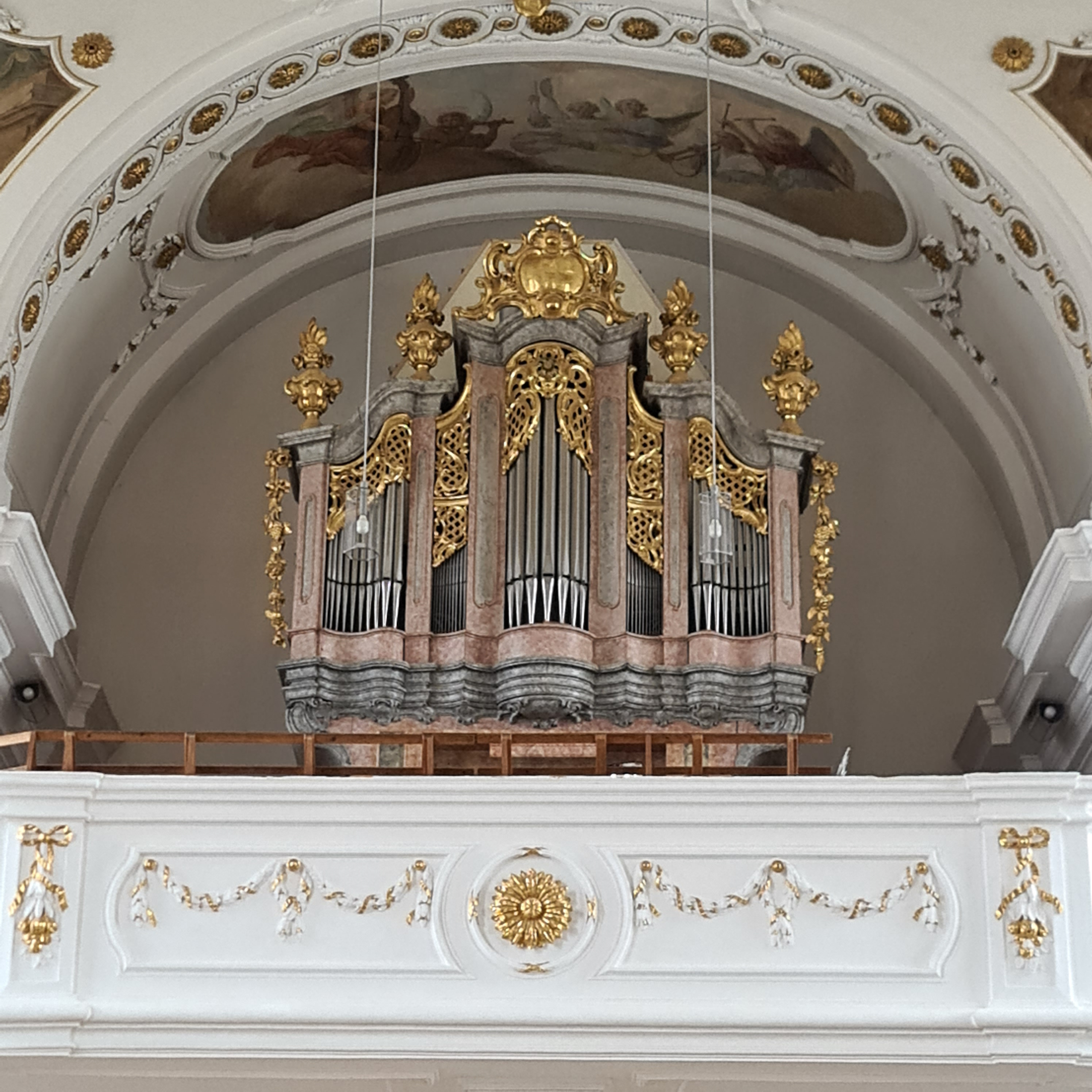
Historisches Orgelgehäuse

Die erste Orgel übertrug Anton Bayr 1785 aus der Elendskirche in Attel am Inn, einer schwer beschädigten und später abgebrochenen Kirche, hierher. 1874 baute Max Maerz in das historische Gehäuse ein neues Orgelwerk mit 11 Registern ein, verteilt auf ein Manual und Pedal. Dieses Werk ersetzte Ludwig Wastlhuber 1966 durch eine mechanische Schleifladenorgel mit elektrischer Registertraktur, 22 Registern, verteilt auf zwei Manuale und Pedal. Auch bei dieser Erweiterung blieb das historische Gehäuse erhalten. Die Orgel hat folgende Disposition:
| I. Manual C–g3 |              |       |
| 1.             | Quintadena   | 16′   |
| 2.             | Prinzipal    | 08′   |
| 3.             | Rohrgedackt  | 08′   |
| 4.             | Oktave       | 04′   |
| 5.             | Koppelflöte  | 04′   |
| 6.             | Sesquialtera | 2 ⁄3′ |
| 7.             | Nachthorn    | 02′   |
| 8.             | Mixtur IV–V  | 1 ⁄3′ |

| II. Manual C–g3 |               |       |
| 9.              | Holzgedackt   | 8′    |
| 10.             | Weidenpfeife  | 8′    |
| 11.             | Weitprinzipal | 4′    |
| 12.             | Gemshorn      | 4′    |
| 13.             | Oktave        | 2′    |
| 14.             | Quinte        | 1 ⁄3′ |
| 15.             | Zimbel III    | 1⁄2′  |
| 16.             | Oboe          | 8′    |

| Pedal C–f1 |               |       |
| 17.        | Subbass       | 16′   |
| 18.        | Oktavbass     | 08′   |
| 19.        | Pommer        | 08′   |
| 20.        | Bifara II     | 04′   |
| 21.        | Rauschbass IV | 2 ⁄3′ |
| 22.        | Fagott        | 16′   |

- Koppeln: II/I, I/P, II/P
- Spielhilfen: 1 freie Kombination, Tuttiknopf, Einzelzungenabsteller